# Synoditella bisulca
Synoditella bisulca är en stekelart som först beskrevs av William Harris Ashmead 1893.  Synoditella bisulca ingår i släktet Synoditella och familjen Scelionidae. Inga underarter finns listade i Catalogue of Life.